# レア・マッサリ
- レア・マッサーリ
- レア・マッセリ

レア・マッサリ（Lea Massari,、1933年6月30日 - 2025年6月23日）は、イタリアの女優、歌手。発音は「レア・マッサーリ」とも、日本で発売されたレコードにもレア・マッサーリと表記されている。

## 経歴
1933年、ローマの生まれ。出生名はアンナ・マリア・マッセターニ（Anna Maria Massetani）。22歳の時、婚約者のレオが亡くなった時に、レア・マッサリに改名した。
スイスで建築を学ぶ。
イタリア映画、フランス映画に出演。代表作は、ミケランジェロ・アントニオーニ監督の『情事』（1960年）の行方不明になる娘アンナ役と、ルイ・マル監督『好奇心』（1971年）の母親クララ役。他にも、セルジオ・レオーネ監督のデビュー作『ロード島の要塞』（1961年）、『すぎ去りし日の…』（1970年）も出演。
1975年の第28回カンヌ国際映画祭では審査員を勤めた。
フランチェスコ・ロージ監督の『エボリ』（1979年）でナストロ・ダルジェント賞最優秀助演女優賞を受賞。
2025年6月23日、ローマの自宅で死去。91歳没。

## 主な出演作品

### 映画
- Proibito (1955)
- I sogni nel cassetto (1957) - 主演
- カチューシャ物語 Auferstehung (1958)
- 情事 L'avventura (1960)
- 狂った情事 La giornata balorda (1960)
- ロード島の要塞 Il Colosso di Rodi (1961)
- 困難な人生 Una vita difficile (1961)
- Morte di un bandito (1961)
- I sogni muoiono all'alba (1961)
- 夜のエレベーター Le Monte-charge (1962)
- 祖国は誰れのものぞ Le quattro giornate di Napoli (1962) - クレジットなし
- La città prigioniera (1962)
- Llanto por un bandido (1964)
- さすらいの狼 L'Insoumis (1964)
- La coda del diavolo (1964)
- 国境は燃えている Le Soldatesse (1965)
- Made in Italy (1965)
- Il giardino delle delizie (1967)
- Volver a vivir (1968)
- 西部の無頼人 Lo voglio morto (1968)
- すぎ去りし日の… Les Choses de la vie (1970)
- Céleste (1970)
- Senza via d'uscita (1970)
- 好奇心 Le souffle au cœur (1971)
- Paolo e Francesca (1971)
- 狼は天使の匂い La course du lièvre à travers les champs (1972)
- 高校教師 La prima notte di quiete (1972)
- La Femme en bleu (1973)
- Le Silencieux [fr] (1973)
- Le Fils [fr] (1973)
- Story of a Love Story (1973)
- La Main à couper [fr] (1974)
- アロンサンファン 気高い兄弟 Allonsanfàn (1974)
- ジャン＝ポール・ベルモンドの恐怖に襲われた街 Peur sur la ville (1975)
- Chi dice donna dice donna (1976)
- L'Ordinateur des pompes funèbres [fr] (1976)
- La linea del fiume (1976)
- Violette et François [fr] (1977)
- Repérages (1977)
- ドッグチェイス El perro (1977)
- Antonio Gramsci: i giorni del carcere (1977)
- 汚れた夢 Sale Rêveur (1978)
- Les Rendez-vous d'Anna (1978)
- エボリ Christ Stopped at Eboli (1979)
- Le Divorcement (1979)
- La Flambeuse (1981)
- Sarah [fr] (1983)
- La Septième Cible [fr] (1984)
- 女テロリストの秘密 Segreti segreti (1984)
- Viaggio d'amore (1990)

### テレビドラマ
- 未亡人[6] Qualcuno bussa alla porta ep.4 "La vedova" (1971)[7] ※吹替は市原悦子[6]

### 音楽
- 夢あかつきに死す（ヌーベル・マリーエ楽団『太陽は傷だらけ』のB面）
- 山賊の死（カルロ・サビーナ楽団『アルバとの四日間』のB面）